# Hechtia roseana
Hechtia roseana är en gräsväxtart som beskrevs av Lyman Bradford Smith. Hechtia roseana ingår i släktet Hechtia och familjen Bromeliaceae. Inga underarter finns listade i Catalogue of Life.